# Francesco de Ficoroni
Francesco de Ficoroni, né en 1664 à Labico et décédé le 25 janvier 1747 à Rome, est un archéologue, antiquaire et collectionneur d'art, érudit italien, découvreur de la ciste italo-étrusque qui porte maintenant son nom : la Cista Ficoroni (conservé à la villa Giulia de Rome).

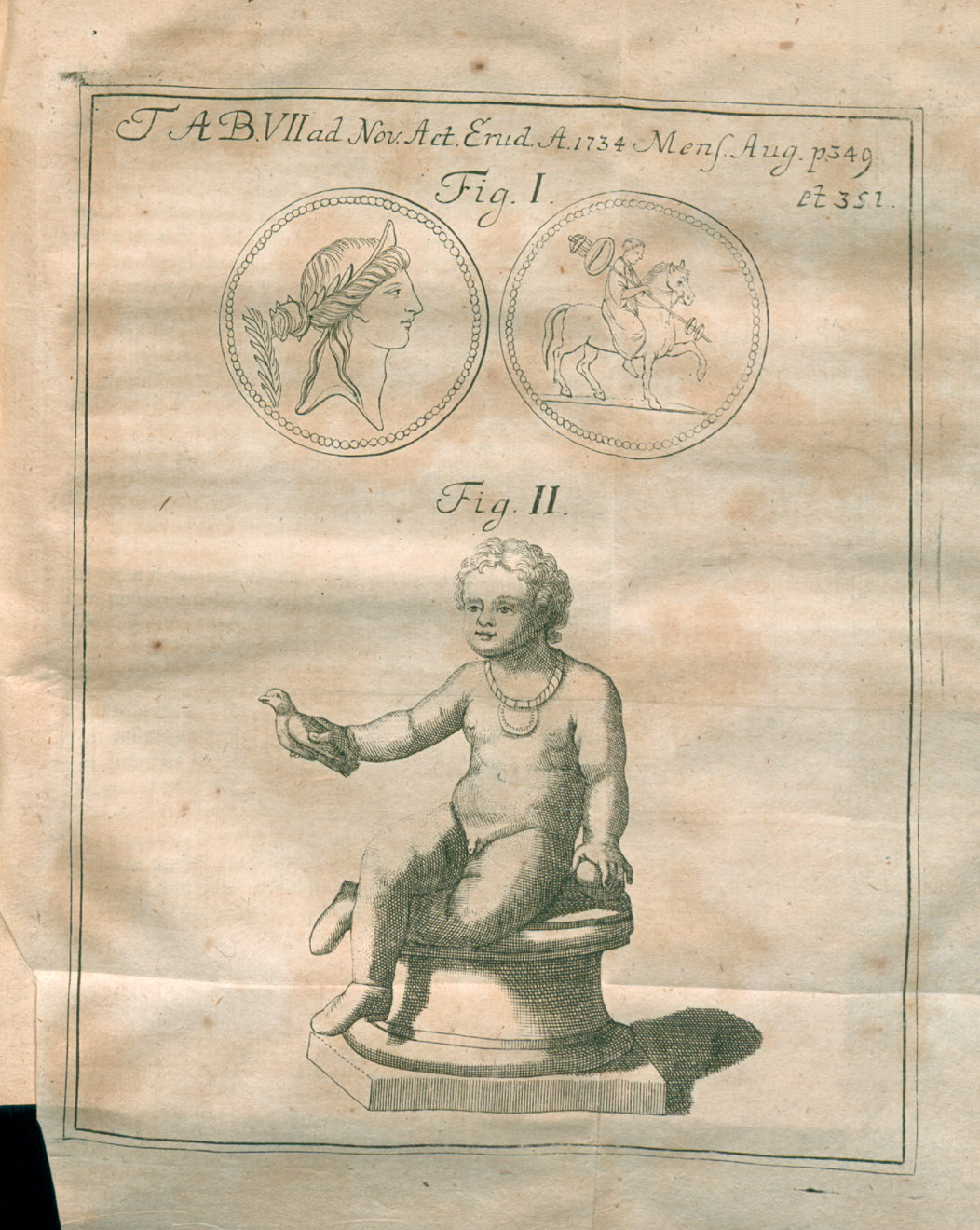
Illustration de la critique de La bolla d'oro de' fanciulli nobili romani de Ficoroni, publié sur les Acta Eruditorum, 1734.

## Biographie
Francesco de Ficoroni naquit en 1664 à Labico, une petite ville de la Campagne de Rome, située entre Frascati et Palestrina. Après avoir terminé ses études avec distinction, il se livra uniquement à son goût pour la recherche des antiquités. Quelques opuscules qu’il fit paraître répandirent son nom par toute l’Italie, et la plupart des sociétés savantes s’empressèrent de lui ouvrir leurs portes. L’Académie des inscriptions et belles-lettres le nomma aussi à une des places d’associés étrangers, qui venaient d’être créées dans son sein, et Ficoroni était digne de cet honneur, non moins par ses qualités personnelles que par son étonnante érudition. Il fut aussi agrégé à la Royal Society de Londres en la même qualité. Quoique ses panégyristes le représentent comme étant d’un caractère doux et obligeant, les querelles littéraires qu’il soutint fréquemment lui occasionnèrent des tracasseries, à la suite desquelles il fut plus d’une fois privé de sa liberté, si l’on en croit les auteurs allemands de l’Histoire impartiale de l’Église, 3e part. Il fut le fondateur de la Société littéraire de gľinculti à Rome, et il eut la satisfaction de la voir prospérer tant qu’il vécut. Ce savant laborieux mourut à Rome le 23 janvier 1747, à l’âge de 83 ans.

## Œuvres
- Osservazioni sopra l’antichità di Roma descritte nel Diario italico publiculicato dal P. Bernard Montfaucon, Rome, 1709, in-4°. Cet ouvrage est curieux et estimé. Bernard de Montfaucon y fit une réponse qui est insérée dans le Supplément au Journal des savants pour la même année. Paolo Alessandro Maffei, caché sous le nom du P. Romualdo Riccobaldi, bénédictin, prit aussi la défense de Montfaucon contre Ficoroni ; mais la mauvaise humeur perce dans son livre, et on doute, en le lisant, si le but de l’auteur n’a pas été plutôt de faire la satire de Ficoroni que l’apologie de son adversaire. Un anonyme, déguisé sous le nom de Monoz-Felina, répondit au furieux Riccobaldi par une lettre datée de Naples le 28 mars 1713, et imprimée probablement en cette ville.
- Lettera a Giacomo lord Johnstone sovra un nuovo cammeo esprimente Marcello nipote di Augusto, Naples, 1718, in-8° ; 1726, même format.
- Le Memorie più singulari di Roma, notate in una lettera diretta al cavalier Bernard, Inglese ; aggiuntavi in fine la spiegazione d’una medaglia d’Omero, Rome, 1730, in-4°.
- La Bolla d’oro de fanciulli nobili romani, e quella de libertini, ed altre singularità spettanti a’ mausolei nuovamente scoperti, spiegate, e divise in due parte, ibid., 1752, in-4°. Un extrait de la dissertation sur la boule d’or que les enfants portaient à Rome a été inséré dans les Mémoires de l’Académie des inscriptions.
- I Tali ed altri instrumenti lusorii degli antichi Romani, ibid., 1734, in-4° ; ouvrage curieux et peu commun en France.
- Le Maschere sceniche, e le figure comiche d’antichi Romani, ibid., 1736, in-4° ; 1748, in-4°, fig. Ces deux éditions sont également estimées ; traduit en latin sous ce titre : De larvis scenicis, etc., ibid., 1744, in-4°, ouvrage curieux, orné de 85 planches et de 2 vignettes en taille-douce[1].
- I Piombi antichi, ibid., 1740, in-4°, fig., rare et estimé. Les exemplaires grand papier sont très-recherchés des curieux. Cet ouvrage a été traduit en latin par Domenico Cantagalli sous ce titre : De plumbeis antiquorum numismatibus, ibid., 1750, in-4°[2].
- I Vestigi e rarità di Roma antica, ricercate e spiegate, ibid., 1744, grand in-4°. L’abbé Lenglet cite une nouvelle édition de 1746, à laquelle on a ajouté la Descrizione di Roma moderna.
- Le Memorie ritrovate nel territorio della prima e secunda città di Labico e i loro giusti siti, ibid., 1745, in-4°.
- Descrizione di tre particolari statue scopertesi in Roma l’anno 1739, in-4°. Angelo Calogerà l’a insérée dans sa Raccolta degli opuscoli scientifici, t. 22.
- Arcus Trajano dicatus Beneventi, Porta aurea dictus, Rome, 1739, in-fol., avec 10 planches.
- Gemmæ antiquæ litteratæ, aliæque rariores, ibid., 1757, in-4°. Cet ouvrage fut publié après la mort de l’auteur, avec de savantes de Niccolò Galeotti. Johann Christoph Hirsch cite un traité manuscrit de Ficoroni : De numismatum veterum varietate et pretia.